# Reftele församling
Reftele församling var en territoriell församling inom Svenska kyrkan i Östbo-Västbo kontrakt av Växjö stift i sydvästra delen av Jönköpings län i Gislaveds kommun. Församlingen var moderförsamling i Reftele pastorat. Församlingen uppgick 2014 i Västbo S:t Sigfrids församling.
Församlingskyrka var Reftele kyrka.

## Administrativ historik
Församlingen har medeltida ursprung.
På 1500-talet införlivades Väcklinge församling. Församlingen var till 1956 moderförsamling i pastoratet Reftele och Anderstorp, därefter till 1962 utgjorde församlingen ett eget pastorat. Från 1962 till 2014 var den moderförsamling i pastoratet Reftele, Ås och Kållerstad.
Församlingen uppgick 2014 i Västbo S:t Sigfrids församling.